# Max Wilhelm Carl Weber

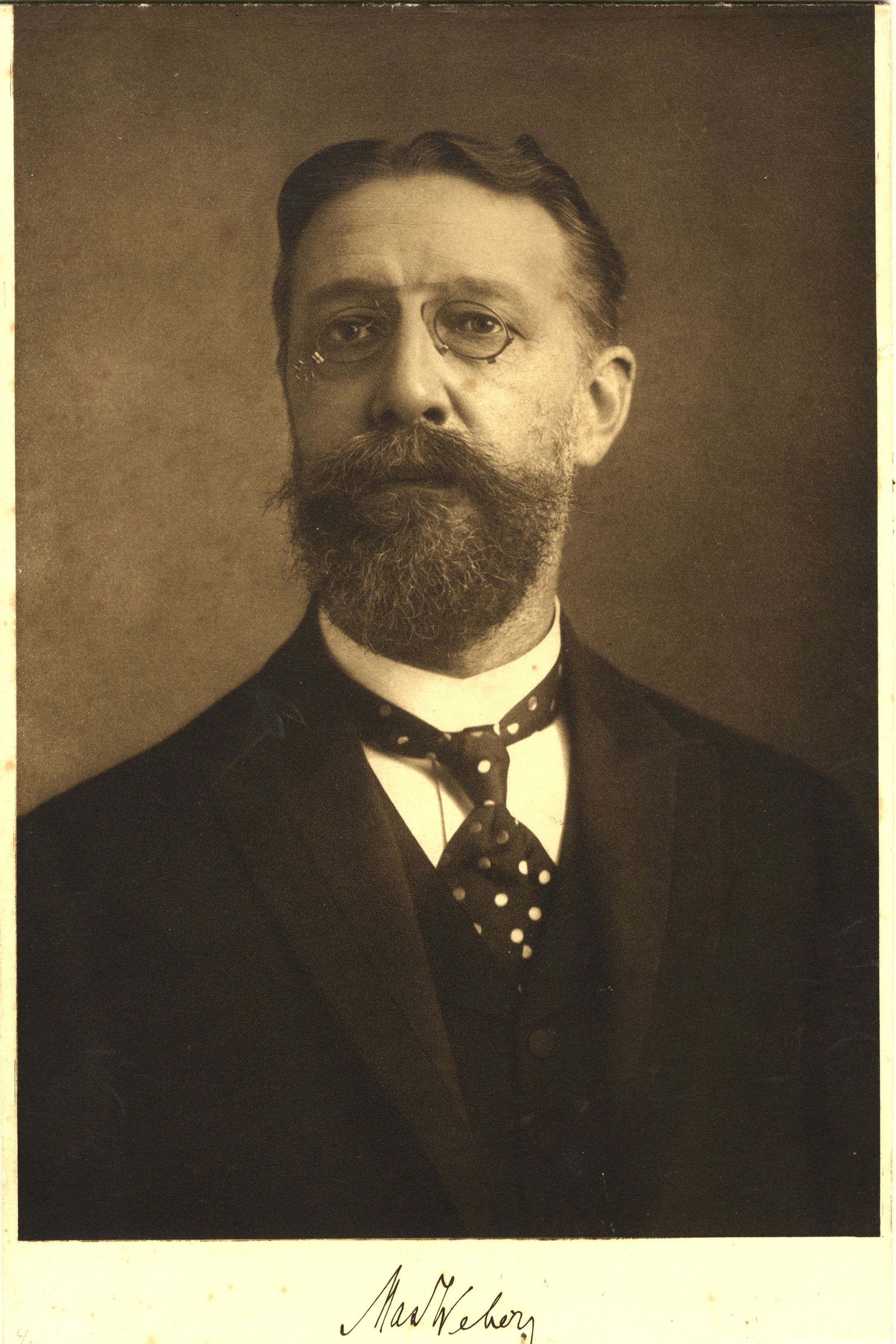
Max Wilhelm Carl Weber

Max Wilhelm Carl Weber (* 5. Dezember 1852 in Bonn, Deutschland; † 7. Februar 1937 in Eerbeek, Niederlande) war ein deutsch-niederländischer Zoologe.

## Leben und Wirken
Max Weber war der Sohn des deutsch-niederländischen Ehepaars Hermann Weber und Wilhelmina van der Kolk. Als er zwei Jahre alt war, starb sein Vater. Nach Schulbesuchen in Idar-Oberstein, in Neuwied und in Bonn studierte er 1873 an der Universität Bonn Vergleichende Anatomie. Von 1875 bis 1876 besuchte er Vorlesungen bei Eduard von Martens an der Berliner Universität. 1877 promovierte er an der Universität Bonn mit der Dissertation „Die Nebenorgane des Auges von einheimischen Lacertiden“ zum Doktor. 1878 machte er sein medizinisches Examen und absolvierte in Deutschland seinen Wehrdienst. 1880 dozierte er an der Universität Utrecht in menschlicher Anatomie. Von Mai bis Oktober 1881 begab er sich auf eine Expedition in die Barentssee.

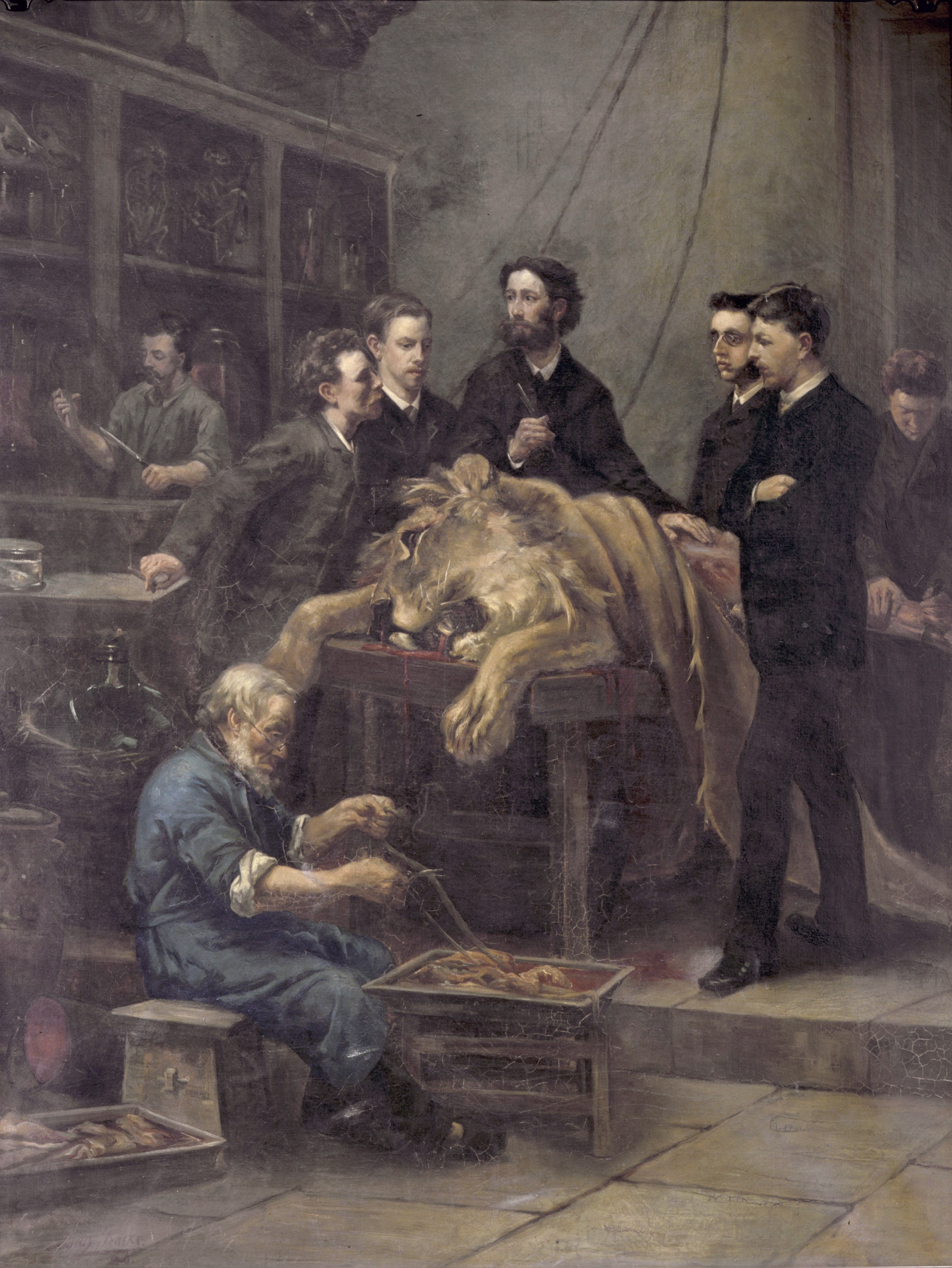
Louis Stracké: Die Anatomiestunde von Max Weber, 1886, Universitätsmuseum Amsterdam

1883 heiratete er die niederländische Algologin und Botanikerin Anna Weber-van Bosse (1852–1942). Im selben Jahr wurde er außerordentlicher Professor und 1884 ordentlicher Professor für Zoologie an der Universität Amsterdam.

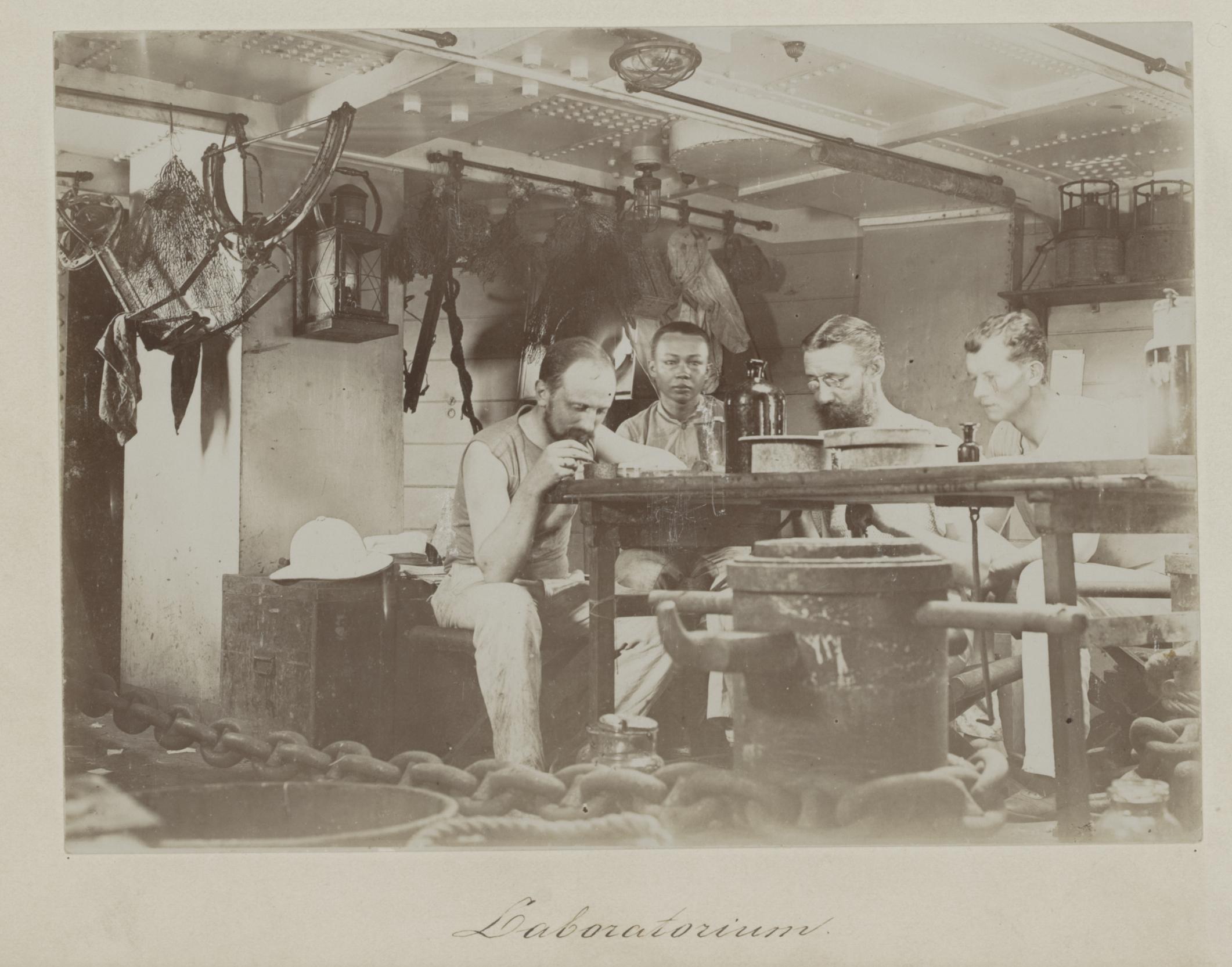
Laboratorium auf der Siboga (v. l. n. r.: Hugo Nierstrasz, J.W. Huysmans, Max Weber und Jan Versluys).

1887 wurde er niederländischer Staatsbürger. 1888 reisten Weber und seine Frau nach Indien und anschließend nach Sumatra, Java, Flores und Sulawesi, wo sie Studien der Süßwasser-Flora und Fauna betrieben. 1892 wurde Weber zum Direktor des Zoologischen Museums der Universität Amsterdam (ZMA) ernannt. 1894 studierte er während einer Expedition die Süßwasserfauna in Südafrika. Von 1899 bis 1900 leitete er die Siboga-Expedition, für die das von der niederländischen Regierung zur Verfügung gestellte Kanonenboot Siboga zum Forschungsschiff umgerüstet wurde. Während dieser Expedition entdeckte Weber 131 bis dahin unbekannte Arten.
Daneben zog er eine biogeographische Grenze, die sogenannte Weber-Linie, die das Gleichgewicht zwischen der orientalischen und der australasiatischen Wirbeltierfauna besser widerspiegelt als die Wallace-Linie.

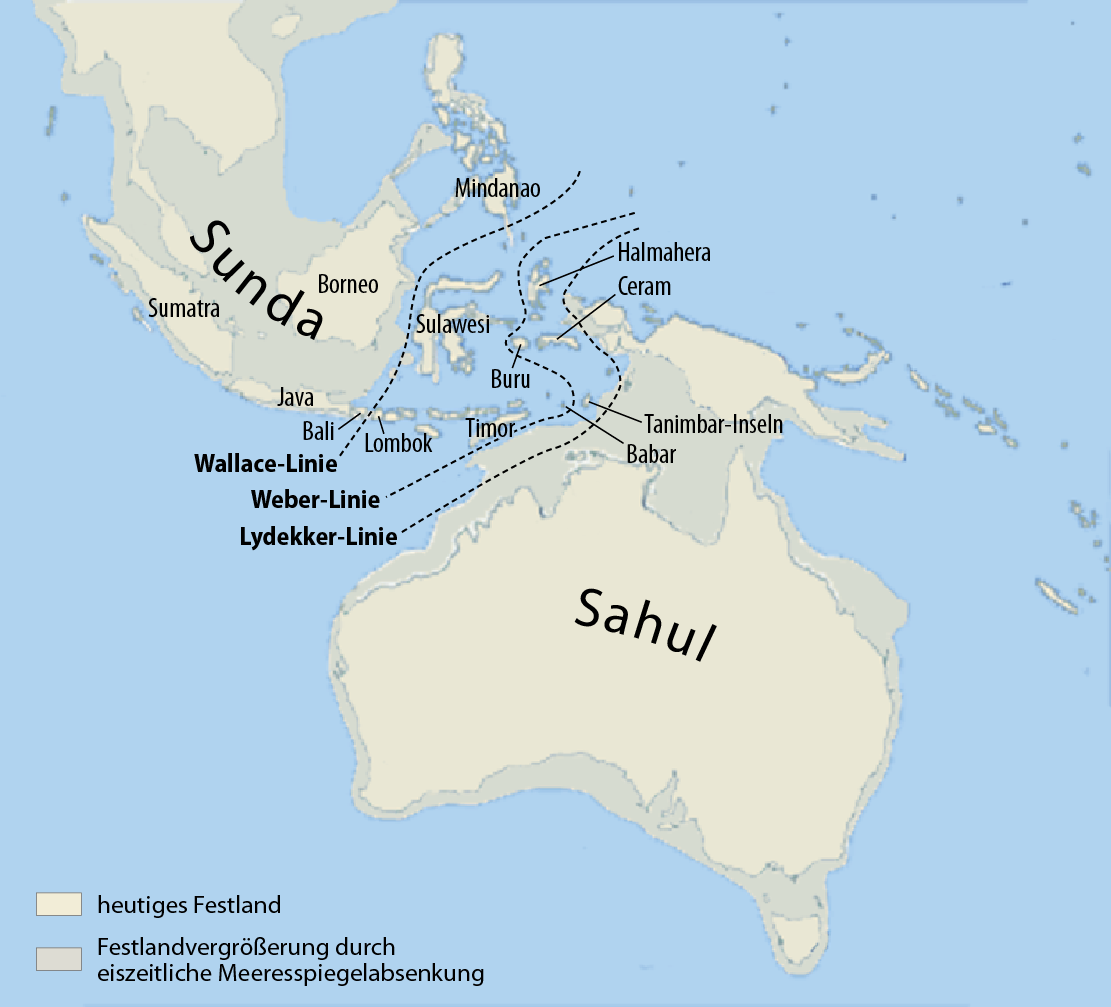
Die nach Max Weber benannte Weber-Linie ist nach der Wallace-Linie und der Lydekker-Linie ein weiterer zoogeographischer Schnittpunkt zwischen der asiatischen und der australischen Wirbeltierfauna

Nach seiner Rückkehr in die Niederlande veröffentlichte Weber die Werke Die Säugetiere. Einführung in die Anatomie und Systematik der recenten und fossilen Mammalia (1904 mit einer erweiterten Auflage in den Jahren 1927/28), Lehrbuch der Biologie für Hochschulen (1911) sowie zwischen 1911 und 1936 das siebenbändige Werk The Fishes of the Indo-Australian archipelago.
1927 erhielt Max Weber die Alexander Agassiz Medal, einen US-amerikanischen Preis für Ozeanographie „for his distinguished research in the field of oceanography“. 1935 wurde Weber als ausländisches Mitglied in die britische Royal Society gewählt.

### Einfluss der Webers auf Eerbeek
Die Webers haben einen großen Einfluss auf die Ortschaft Eerbeek. Ihr Landgut und ihr Haus (Huis te Eerbeek) mit dem Labor und ihrer Sammlung mit exotischen Tieren und Pflanzen ist ein Anziehungspunkt für Biologen und Botaniker aus aller Welt. Max Weber gründete eine Genossenschaftsbank und eine Imkervereinigung, die noch heute einen jährlichen Bienenmarkt organisiert. Daneben sind nach Professor Weber eine Straße und ein Bistro benannt. Nach Webers Tod wurde das Anwesen der Stiftung Het Geldersch Landschap vermacht, die darauf ein Hotel-Restaurant betreibt. Der Garten mit den exotischen Bäumen ist zum größten Teil für die Öffentlichkeit zugänglich. Das Grab von Anna und Max Weber auf dem Friedhof von Eerbek wurde 2007 erneuert.

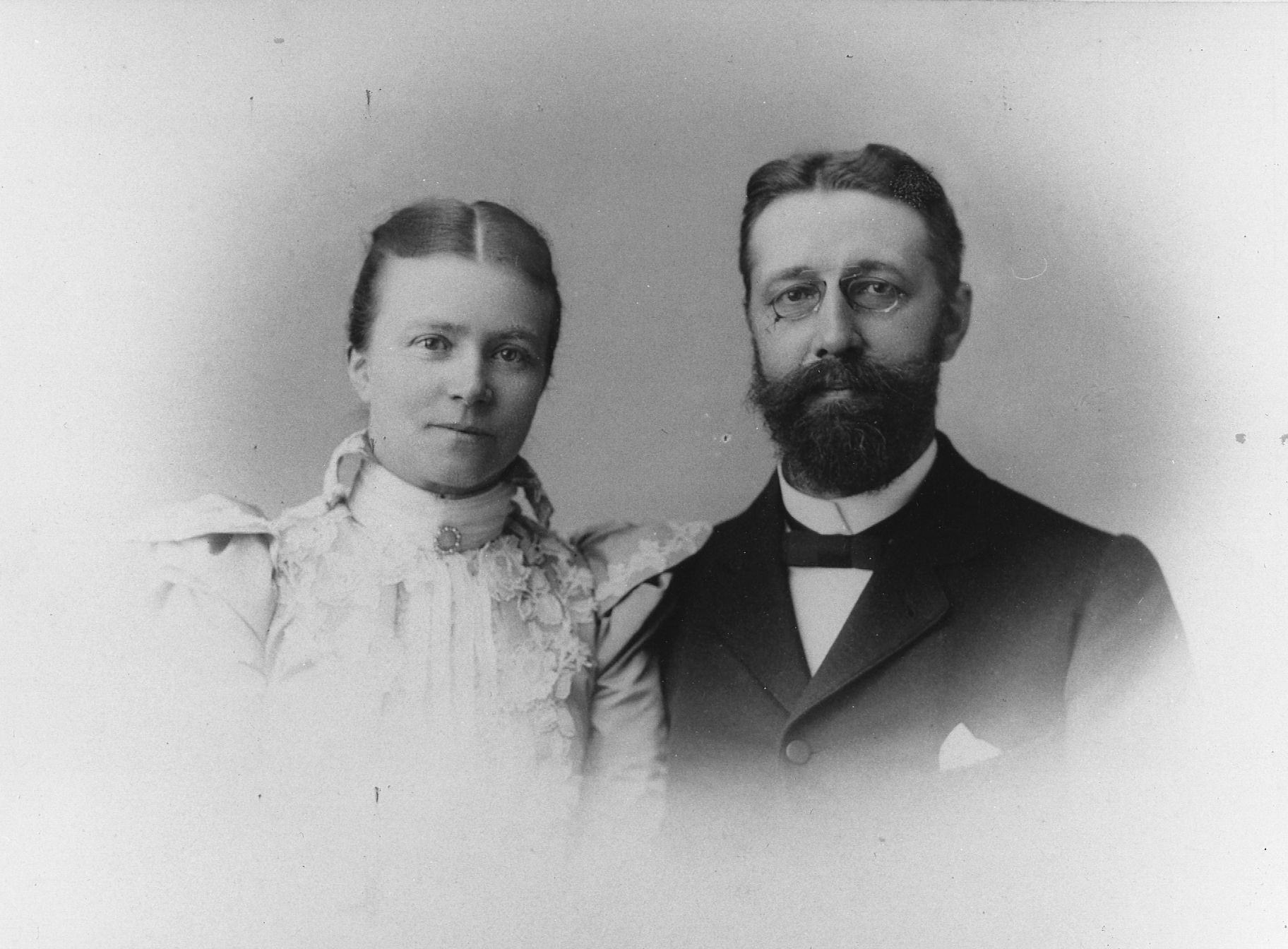
Max und Anna Weber (um 1890)
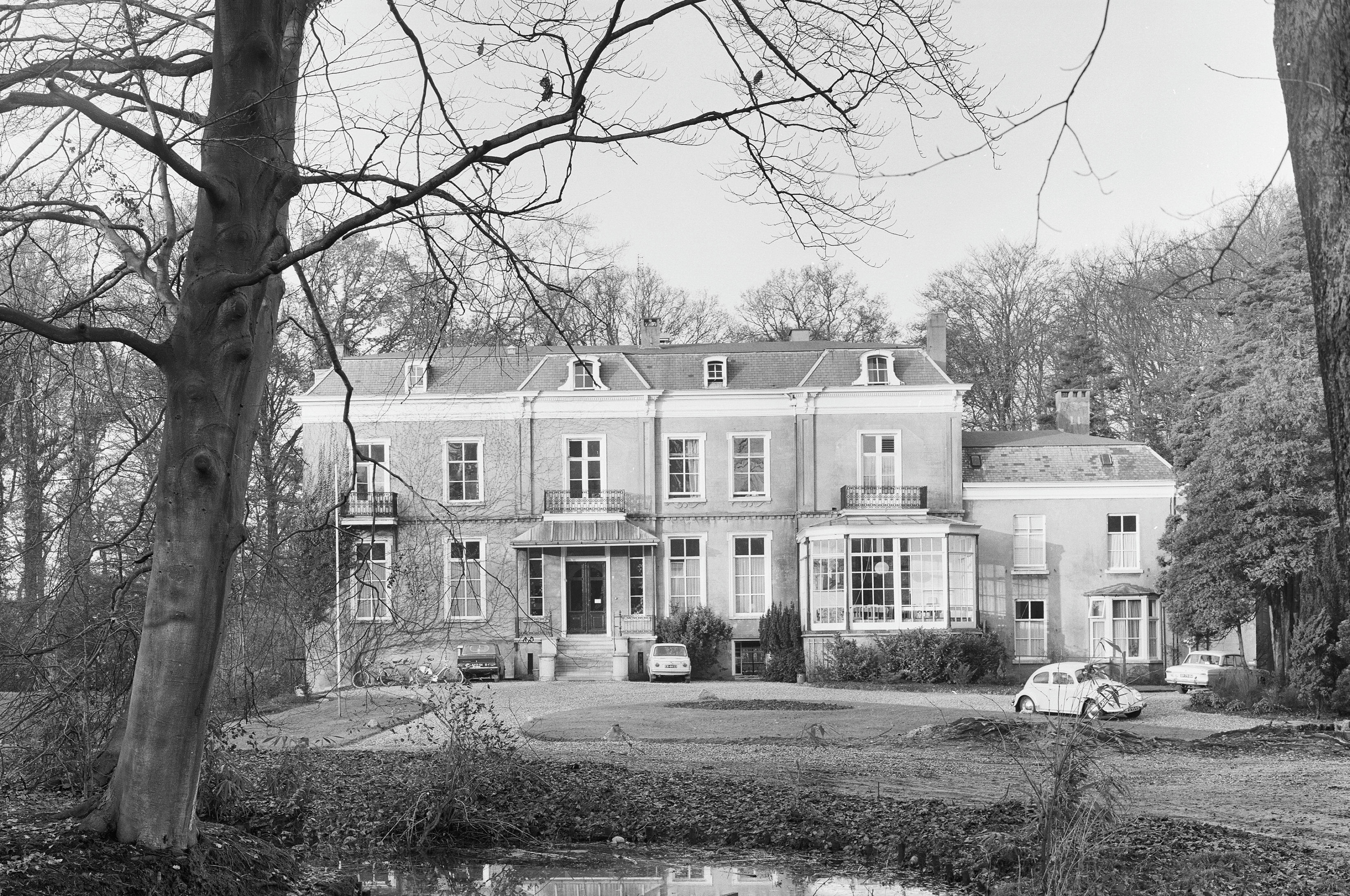
Landgut der Webers (Huis te Eerbeek), 1967
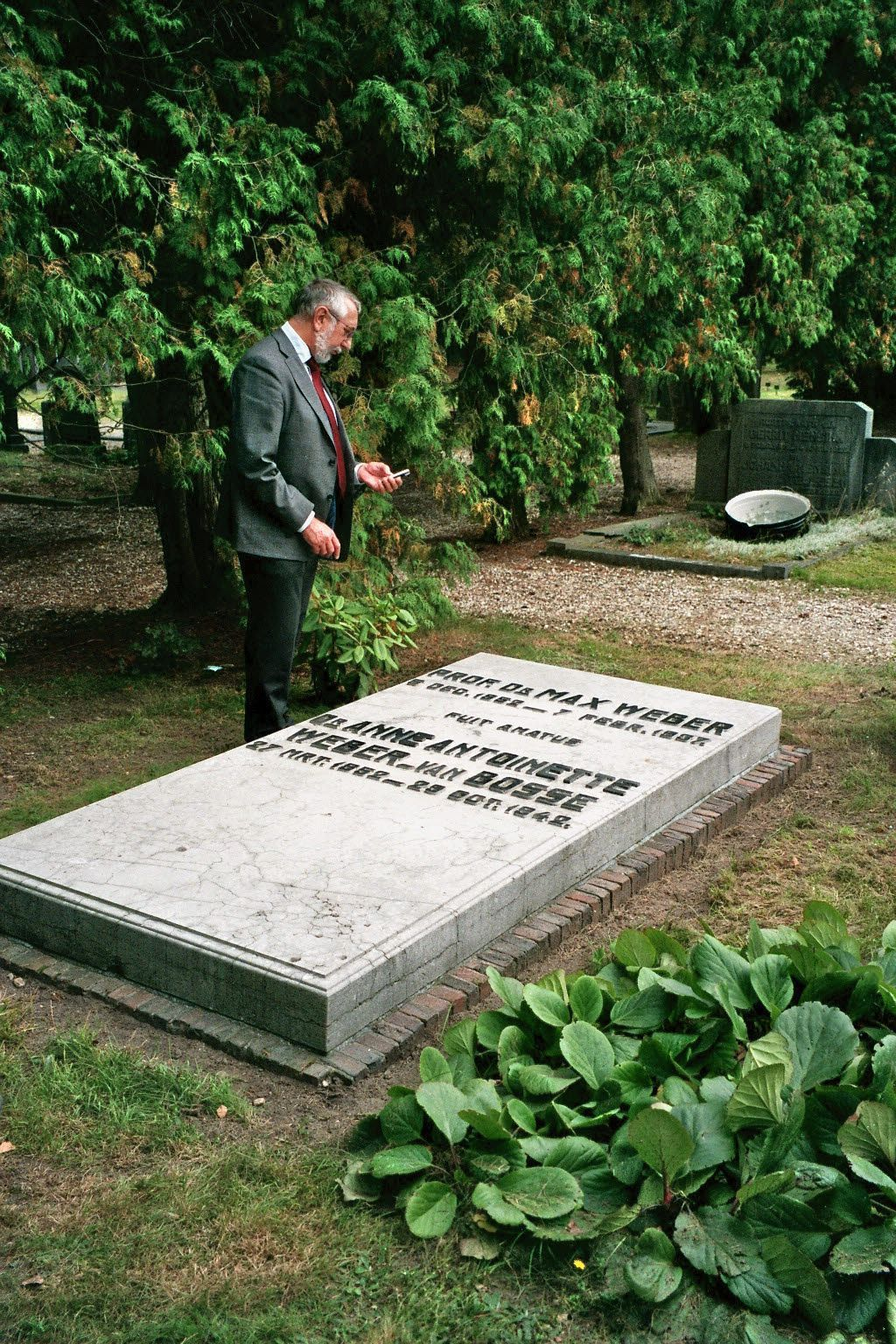
Grabstätte der Eheleute Weber in Eerbeek

## Dedikationsnamen
Nach Weber sind unter anderem folgende Taxa benannt: Die Molukkensegelechse (1911 durch Thomas Barbour), das Weber-Zwerghörnchen (1890 durch Fredericus Anna Jentink), Webers Schlammspringer (1935 durch Walter Bruno Eggert), Siboglinum weberi (1914 durch Maurice Caullery), Chromis weberi (1928 durch Henry Weed Fowler und Barton Appler Bean), Calyptronema maxweberi (1922 durch Johannes Govertus de Man), Caudacaecilia weberi (1920 durch Edward Harrison Taylor), Peristedion weberi (1934 durch James Leonard Brierley Smith) sowie die wahrscheinlich inzwischen ausgestorbene Poso-Bungu-Grundel (Weberogobius amadi).

## Werke (Auswahl)
- 1877: Die Nebenorgane des Auges der einheimischen Lacertidae. Inaugural-dissertation zur Erlangung der Doctorwürde bei der medicinischen Fakultät der Rheinischen Friedrich-Wilhelms-Universität zu Bonn eingereicht und mit den beigefügten Thesen vertheidigt am 6. August 1877
- 1886: Studien über Säugethiere. Ein Beitrag zur Frage nach dem Ursprung der Cetaceen
- 1890: Ethnographische Notizen über Flores und Celebes, Supplement zu Band III von „Internationales Archiv für Ethnographie“. P. W. M. Trap, Leiden.
- 1890–1907: Zoologische Ergebnisse einer Reise in Niederländisch Ost-Indien, Teil 1 (1890–1891), Teil 2 (1892), Teil 3 (1894), Teil 4 (1897–1907). E. J. Brill, Leiden.
- 1902: Introduction et description de l’expédition. Siboga Expeditie
- 1904: Die Säugetiere. Einführung in die Anatomie und Systematik der recenten und fossilen Mammalia
- mit George Karsten, Moritz Nussbaum: Lehrbuch der Biologie für Hochschulen, Wilhelm Engelmann, Leipzig 1911 Digitalisat
- 1913: Die Fische der Siboga-Expedition. Siboga Expeditie
- 1927–1928: Die Säugetiere. Einführung in die Anatomie und Systematik der recenten und fossilen Mammalia (2. Auflage). Anatomischer Teil unter Mitwirkung von H. M. de Burlet (1928). Systematischer Teil unter Mitwirkung von O. Abel.
- 1936: Primaty. Anatomiya, sistematika i paleontologiya lemurov, dolgopyatov i obez'yan. Perevod, redaktsiya i dopolneniya M. F. Nesturkh